# Mort entre les flors
Mort entre les flors (títol original en anglès Miller's Crossing) és una pel·lícula policíaca dirigida per Joel i Ethan Coen, estrenada el 1990. És la tercera pel·lícula dels germans Coen.

## Argument
Tom Reagan (Gabriel Byrne) és el braç dret i millor amic de Leo O'Bannion (Albert Finney), padrí de la màfia i amo de la ciutat.
El dia que Johnny Caspar (Jon Polito), petit caid irascible sempre flanquejat del seu inquietant braç dret, el perillós danès (J. E. Freeman), va queixar-se de les maquinacions de Bernie Bernbaum (John Turturro), Leo li prohibeix fer justícia ell mateix sota pena de posar en marxa una guerra de clans.
Leo protegeix de fet Bernie per amor a la seva promesa Verna (Marcia Gay Harden), que és la germana de Bernie i que l'enganya amb Tom.
Per la seva banda, Johnny intentarà moltes vegades corrompre Tom per unir-lo a la seva causa, malgrat l'hostilitat del danès...
Seguirà, d'aquest niu d'escurçons, una sèrie de manipulacions, traïcions, cops baixos i ajustaments de comptes entre mafiosos, dels quals pocs s'escaparan...

## Comentari
La història de Miller's Crossing es desenvolupa el 1929 en una ciutat estatunidenca que no és citada. Les escenes han estat rodades a Nova Orleans (Louisiana) per treure profit de l'arquitectura antiga de la ciutat i de les seves línies de tramvia.
La seva intriga complexa explica el viatge de Tom Reagan, el braç dret d'un dels caps de la màfia irlandesa. El personatge és ambivalent, un protagonista enigmàtic que vacil·la entre maquinar o no contra el seu patró. Sigui quina sigui la seva tria, estarà implicat, i serà parcialment responsable d'una guerra de clans sagnant.
 Miller's Crossing és una pel·lícula trufada d'al·lusions a nombroses altres pel·lícules de gàngsters i de cinema negre. Els plans d'obertura són per exemple una referència a El Padrí. Nombroses situacions, personatges i diàlegs són derivats del treball de Dashiell Hammett, sobretot de la seva novel·la La clau de vidre i de la seva adaptació cinematogràfica de 1942. La collita vermella, una novel·la del mateix autor que conta la guerra intestina d'un clan en una ciutat estatunidenca corrompuda, inicialitzada per les maquinacions secretes del personatge principal, n'és una altra font d'inspiració important.
El 2005, la revista Time va considerar Miller's Crossing com a una de les 100 millors pel·lícules des de la creació del diari.

## Repartiment
- Gabriel Byrne: Tom Regan
- John Turturro: Bernie Bernbaum
- Marcia Gay Harden: Verna Bernbaum
- Albert Finney: Leo O'Bannion
- Jon Polito: Johnny Caspar
- J. E. Freeman: Eddie Dane
- Steve Buscemi: Mink
- Michael Badalucco: xofer de Johnny Caspar
- Sam Raimi: l'home que dispara amb una metralleta al carrer
- Frances McDormand: la secretària de l'alcalde (no surt als crèdits)